# Riucròs
Riucròs, en francès Rieucros, és un municipi francès, situat al departament de l'Arieja i a la regió d'Occitània.
El 21 de gener del 1939 el govern francès hi va obrir el Camp de concentració de Riucròs, es van internar republicans espanyols i membres de les Brigades Internacionals refugiats, considerats com a «estrangers indesitjables». El 1939 els homes van ser transferits al Camp d'internament de Vernet d'Arièja i només hi romanien les dones i els nens que van ser transferides al camp de Brens a la tancatura del camp el 13 de febrer del 1942,.